# Plebejus yarigadakeana
Plebejus yarigadakeana is een vlinder uit de familie van de Lycaenidae. De wetenschappelijke naam van de soort is voor het eerst geldig gepubliceerd in 1929 door Matsumura. De status van de naam is onduidelijk.